# Union des Capitales culturelles ibéro-américaines

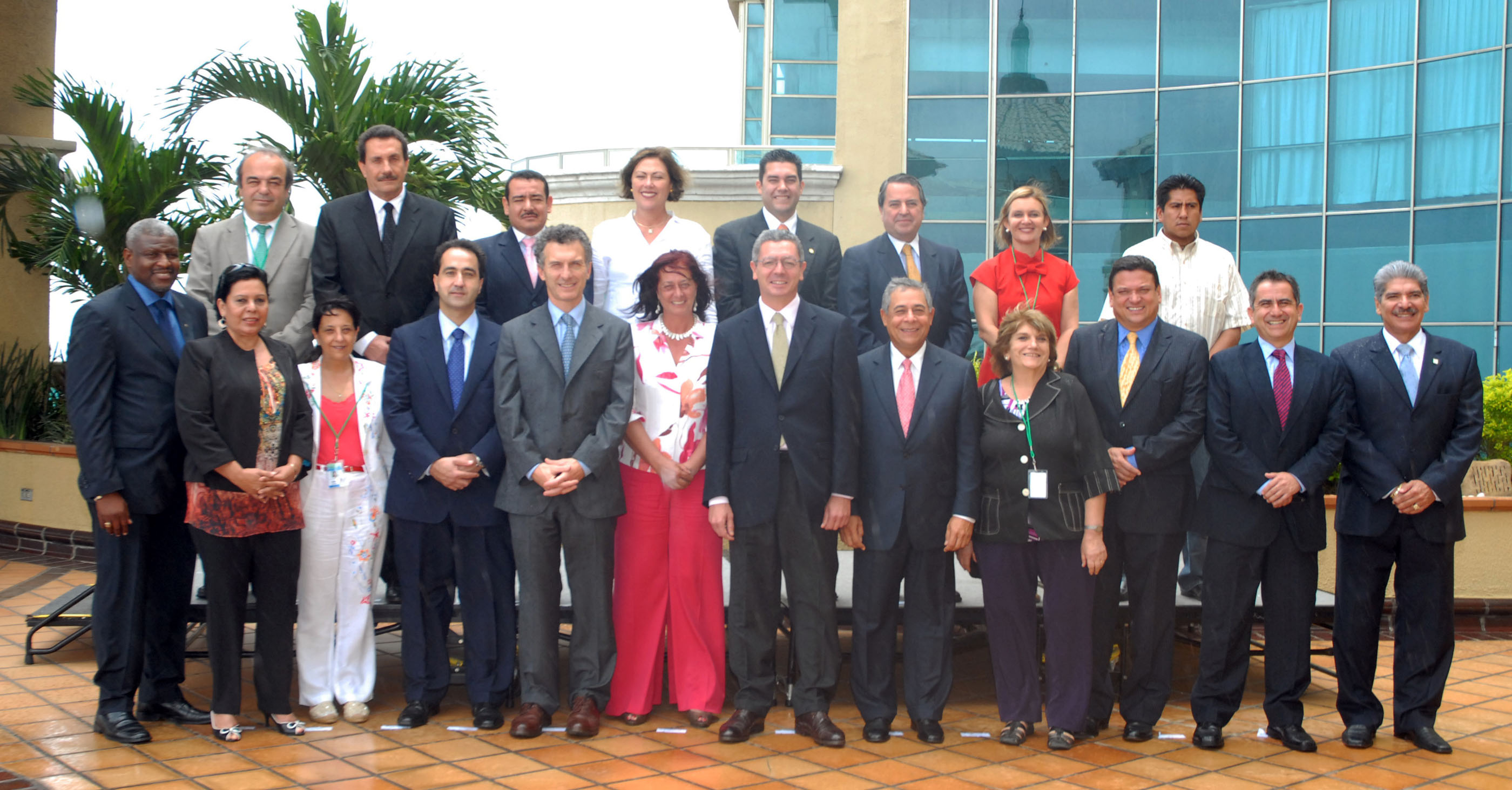
Cérémonie d'ouverture de l'assemblée de l'Union des Capitales culturelles ibéro-américaines à Saint-Domingue (République dominicaine) (15 juillet 2010)

L'Union des Capitales culturelles ibéro-américaines, UCCI (espagnol : Unión de Ciudades Capitales Iberoamericanas; portugais : União de Cidades Capitais Ibero-americanas) est une association internationale dont le siège est à Madrid (Espagne). Elle regroupe 29 villes : capitales et villes principales ibéro-américaines (péninsule Ibérique et Amérique latine).

## Objectifs de l'UCCI
L'Union des Capitales culturelles ibéro-américaines a pour objectifs de favoriser les liens, relations et échanges entre les capitales et villes principales du continent américain, de l'Andorre, du Portugal et de l'Espagne, de veiller au développement harmonieux et équilibré de ces relations et de rechercher la solidarité et la coopération entre les villes signataires du traité de la Constitución de la Unión de Ciudades Capitales Iberoamericanas.
Ce traité fut signé le 12 octobre 1982.

## Villes de l'UCCI

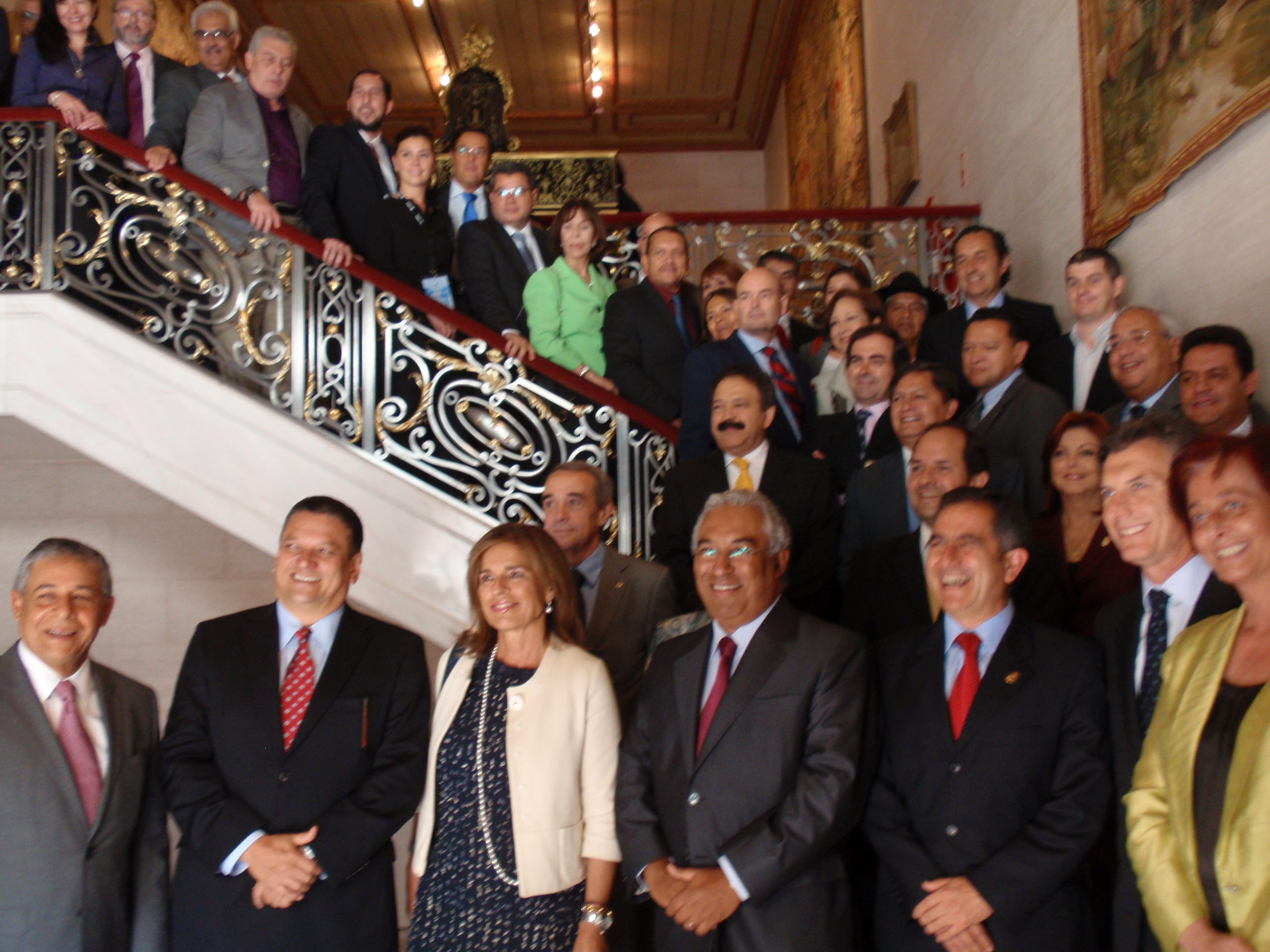
XVe Assemblée de l'Union des Capitales culturelles ibéro-américaines, Lisbonne (Portugal)

- Andorre-la-Vieille -  Andorre
- Asuncion -  Paraguay
- Barcelone -  Espagne
- Bogota -  Colombie
- Brasilia -  Brésil
- Buenos Aires -  Argentine
- Caracas -  Venezuela
- Guatemala -  Guatemala
- La Havane -  Cuba
- La Paz -  Bolivie
- Libertador -  Venezuela
- Lima -  Pérou
- Lisbonne -  Portugal
- Madrid -  Espagne
- Managua -  Nicaragua
- Mexico -  Mexique
- Montevideo -  Uruguay
- Panama -  Panama
- Port-au-Prince -  Haïti
- Quito -  Équateur
- Rio de Janeiro -  Brésil
- Saint-Domingue -  République dominicaine
- San José -  Costa Rica
- San Juan -  Porto Rico
- San Salvador -  Salvador
- Santiago -  Chili
- São Paulo -  Brésil
- Sucre -  Bolivie
- Tegucigalpa -  Honduras

## Titre de Capitale culturelle
Il fut décerné par l'UCCI aux villes ci-après :
- 1991 : Bogota
- 1992 : Buenos Aires
- 1993 : Santiago
- 1994 : Lisbonne
- 1995 : Managua
- 1996 : Montevideo
- 1997 : La Havane
- 1998 : Madrid
- 1999 : La Paz
- 2000 : Rio de Janeiro
- 2001 : Asuncion
- 2002 : Lima
- 2003 : Panama
- 2004 : Quito
- 2005 : Sucre
- 2006 : San José
- 2007 : Bogota
- 2011 : San Salvador

L'UCCI décerna par deux fois, en 1991 et 2007, le titre de Capitale culturelle d'Amérique latine à Bogota, la capitale de la Colombie. Bogota est, à ce jour, la seule ville ayant été honorée de ce titre à deux reprises.